# Ben-my-Chree (Schiff, 1915)
HMS Ben-my-Chree war eines der ersten britischen Flugzeugmutterschiffe. Der Name stammt aus der Sprache Manx und bedeutet Mutter meines Herzens. Ursprünglich ein Passagierschiff, wurde sie im Ersten Weltkrieg 1915 umgebaut. Während des Krieges war sie in den Dardanellen bei der Schlacht von Gallipoli eingesetzt.

## Umbau

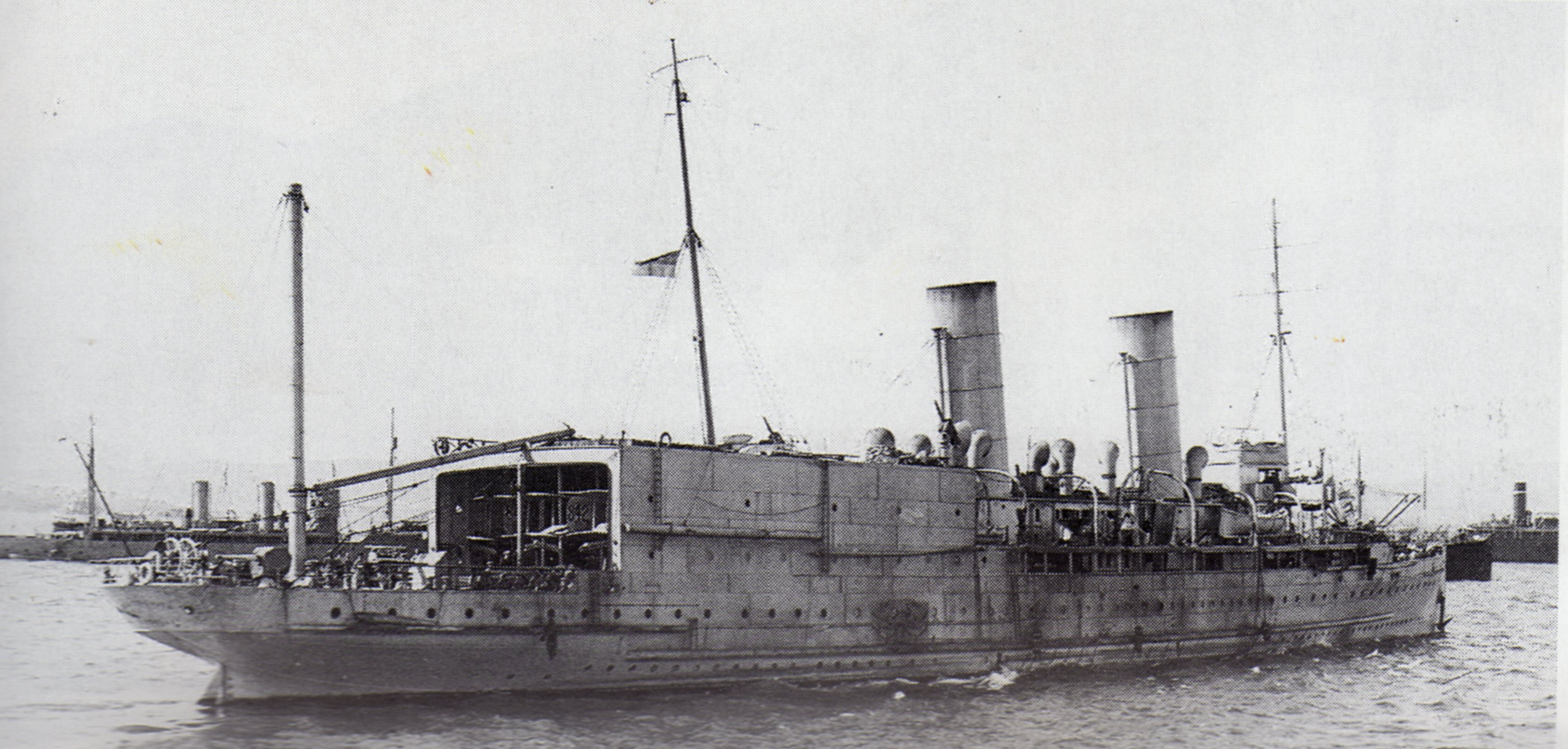
Heckansicht, mit dem Hangar

Die Ben-my-Chree war bis 1915 ein Passagierschiff der Isle of Man Steam Packet Company auf der Isle-of-Man-Route. Sie wurde am 1. Januar 1915 von der Royal Navy gechartert und bekam einen Hangar am Heck und eine Startrampe auf dem Vorderdeck. Bestückt wurde sie mit Sopwith-Schneider-Wasserjagdflugzeugen, die später durch Short-184-Wasserflugzeuge ersetzt wurden. Sie wurde am 23. März 1915 in Dienst gestellt.

## Dienst im Ersten Weltkrieg
Anfangs wurde die Ben-my-Chree zur Abwehr deutscher Zeppeline in der Nordsee eingesetzt, aber bereits im Juni 1915 ins Mittelmeer verlegt.

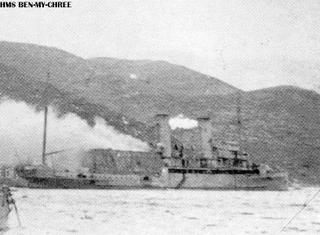
Versenkung der Ben-my-Chree

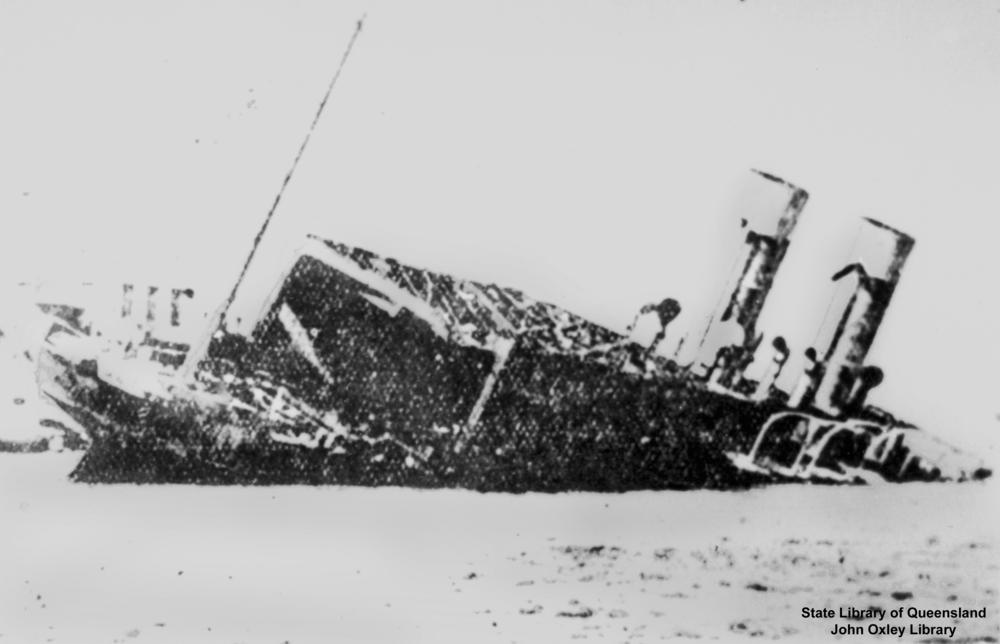
Die Ben-my-Chree sinkt

Am 17. August 1915 startete von ihr der Pilot C. H. K. Edmonds, der bei diesem Einsatz ein türkisches Transportschiff versenkte. Einem ebenfalls von der Ben-my-Chree gestarteten Piloten gelang wenige Tage später auch ein Torpedotreffer.
Von März 1915 bis April 1916 war Cecil L’Estrange Malone Kapitän des Schiffes.
Am 11. Januar 1917 wurde die Ben-my-Chree, im Hafen von Kastelorizo vor der Südküste des Kleinasiens liegend, von osmanischen Küstengeschützen, die unter dem Kommando des Hauptmannes Mustafa Ertuğrul Aker standen, versenkt. Das Wrack wurde 1920 gehoben und 1923 verschrottet.